# リトル プリンセス
「リトル プリンセス」は岡田有希子の2枚目のシングルである。1984年7月18日、キャニオン・レコード（現：ポニーキャニオン）から発売された。

## 概要
竹内まりやが岡田に提供した2曲目の楽曲であり、岡田のために作詞・作曲を手掛けた「学園三部作」の第2作にあたる。この「学園三部作」では、第1作「ファースト・デイト」、第3作「-Dreaming Girl- 恋、はじめまして」と合わせて、次第に愛を深め合う様を描く三部作構成となっている。
「リトル プリンセス」では、遊園地でのデートにいそいそと出かけ、恋人を含めた友人たちと楽しく過ごす心情を歌っている。歌詞には「プリンセス」「おとぎの国」とメルヘンチックな言葉が使われている。
岡田本人も、雑誌の取材に対し「歌詞がかわいくて、思わず照れてしまう」と語っていた。
メロディーラインは、A―B―A―B"―Cだが、超短縮版のA―B―Cが存在し、時間制限がある生歌唱の場合に実際に歌われていた。

## 収録曲
1. リトルプリンセス
  - 作詞・作曲 : 竹内まりや、編曲 : 大村雅朗
2. 恋のダブルス
  - 作詞 : 康珍化、作曲・編曲 : 萩田光雄